# Урожай (футбольный клуб, Кореновск)
Урожай — советский футбольный клуб из Кореновска. Основан не позднее 1958 года.

## Достижения
- Во второй лиге СССР — 13 место (в полуфинале РСФСР класса «Б» 1969 год).

## Результаты выступлений
| Сезон | Турнир                                       | Достижение |
| ----- | -------------------------------------------- | ---------- |
| 1958  | Чемпионат РСФСР среди КФК                    | ?-е место  |
| 1959  | Чемпионат РСФСР среди КФК                    | ?-е место  |
| 1969  | Чемпионат СССР 1969, класс «Б», 3 зона РСФСР | 3-е место  |